# Centre hospitalier intercommunal
Pour les articles homonymes, voir CHI.
Un centre hospitalier intercommunal (CHI) est un centre hospitalier réparti sur plusieurs communes, résultant généralement de la fusion de centres hospitaliers.

## Liste des centres hospitaliers intercommunaux

### EnAuvergne-Rhône-Alpes
- Centre hospitalier intercommunal Albertville-Moûtiers (Savoie)
- Centre hospitalier intercommunal Vercors-Isère

### EnBourgogne-Franche-Comté
- Centre hospitalier de Vesoul - Groupe hospitalier de la Haute-Saône (Haute-Saône)

### EnGrand Est
- Centre hospitalier Émile-Durkheim à Épinal
- Centre intercommunal des hôpitaux du Massif des Vosges - St Dié Des Vosges
- Centre hospitalier intercommunal de Verdun - Saint-Mihiel
- Centre Hospitalier Intercommunal Nord Ardennes - Ardennes - Charleville Mézières

### EnÎle-de-France
- Centre hospitalier intercommunal Le Raincy-Montfermeil (Seine-Saint-Denis)
- Centre hospitalier Robert-Ballanger à Villepinte (Seine-Saint-Denis)
- Centre hospitalier André Grégoire à Montreuil (Seine-Saint-Denis)
- Hôpital intercommunal de Créteil (Val-de-Marne)
- Centre hospitalier intercommunal de Poissy-Saint-Germain-en-Laye (Yvelines)

### EnNormandie
- Centre hospitalier intercommunal Eure-Seine à Rouen (Seine-Maritime / Eure)
- Centre hospitalier intercommunal Elbeuf-Louviers/Val de Reuil (Seine-Maritime / Eure)

### EnNouvelle-Aquitaine
- Centre hospitalier Sud Gironde, issu de la fusion des centres hospitaliers de Langon et de La Réole (Gironde)
- Centre hospitalier de la Côte Basque à Bayonne (Pyrénées-Atlantiques)

- Centre hospitalier intercommunal de Layné à Mont de Marsan (Landes)

### EnOccitanie
- Centre hospitalier intercommunal Castelsarrasin-Moissac à Castelsarrasin et Moissac (Tarn-et-Garonne)
- Centre hospitalier intercommunal Castres-Mazamet à Castres (Tarn)

### EnProvence-Alpes-Côte d'Azur
- Centre hospitalier intercommunal Toulon-La Seyne-sur-Mer (Var)
- Centre hospitalier intercommunal des Alpes du Sud.
- Centre hospitalier intercommunal Fréjus-Saint Raphaël (Var)